# Коробков, Александр Андреевич
Алекса́ндр Андре́евич Коробко́в (20 июня 1897 года — 22 июля 1941 года) — советский военачальник, в начальный период Великой Отечественной войны командующий 4-й армией, генерал-майор (1940). 22 июля 1941 года расстрелян «за потерю управления войсками». После смерти Сталина реабилитирован «за отсутствием состава преступления», восстановлен в воинском звании и правах на награды (посмертно).

## Биография

### Ранние годы
Александр Андреевич Коробков родился 20 июня 1897 года в городе Петровске ныне Саратовской области. Русский.
В Русской императорской армии — с 1915 года. В 1916 году окончил Оренбургскую школу прапорщиков. После её окончания с 1916 года служил младшим офицером в 134-м запасном пехотном полку в Петровске. Участвовал в Первой мировой войне в 1917 году, будучи младшим офицером роты 432-го Валдайского пехотного полка 108-й пехотной дивизии на Юго-Западном фронте.
В Красной Армии — с августа 1918 года. Участник Гражданской войны. Был помощником командира Петровского сводного красноармейского отряда, командиром роты в нём, инструктором запасного батальона 1-го Советского интернационального полка.
В 1922 году окончил Военную академию РККА имени М. В. Фрунзе. С ноября 1922 года командовал ротой 25-го стрелкового полка 9-й Донской стрелковой дивизии Северо-Кавказского военного округа, с февраля 1923 года командовал показательной ротой 66-го стрелкового полка этой дивизии, с мая 1923 года был помощником начальника организационного отдела штаба Северо-Кавказского ВО. С сентября 1923 года служил в Кавказской Краснознамённой армии: начальник оперативной части штаба 2-й Кавказской стрелковой дивизии (Баку), с декабря 1923 года — помощник начальника, а с мая 1924 — начальник мобилизационного отдела штаба этой дивизии. С февраля 1924 — командир 64-го стрелкового полка 22-й стрелковой дивизии, затем командир 25-го стрелкового полка 9-й Донской стрелковой дивизии Северо-Кавказского военного округа. С сентября 1926 года был военным руководителем Харьковского коммунистического университета, затем военрук Саратовского коммунистического университета. С сентября 1928 — начальник штаба 95-й стрелковой дивизии Украинского военного округа. В 1932 году окончил курсы усовершенствования высшего начсостава при Военной академии РККА имени М. В. Фрунзе.

### Взлёт карьеры
В ноябре 1936 года А. А. Коробков назначен командиром 100-й стрелковой дивизии Киевского военного округа. С февраля 1939 года исполнял обязанности командира 16-го стрелкового корпуса Белорусского особого военного округа (утверждён в должности в мае того же года). С 17 января 1941 года — командующий войсками 4-й армии в БОВО.
В своих воспоминаниях бывший начальник штаба 4-й армии Л. М. Сандалов писал:

… в это время прибыл новый командующий 4-й армией генерал-майор А. А. Коробков. Его я знал давно. Это был очень деятельный командир, быстро продвигавшийся по служебной лестнице и оставивший позади многих своих сослуживцев. В 1938 году он командовал стрелковой дивизией, с дивизии «пошёл на корпус», а к весне 1941 года был назначен командующим 4-й армии.
Новый командарм педантично исполнял волю командующего округом по размещению войск. Своей точки зрения на этот предмет он либо не имел, либо тщательно скрывал её.

### Гибель
К моменту начала немецкого вторжения в СССР в 4-й армии РККА под командованием Коробкова находились: 28-й стрелковый корпус (6 и 42-я стрелковые дивизии), 14-й механизированный корпус (22-я и 30-я танковые, 202-я механизированная дивизии, всего около 400 танков), две отдельные стрелковые дивизии (49 и 75-я сд) и вспомогательные части, располагавшиеся в районе Бреста. Штаб армии - г. Кобрин. В Брестской крепости, как основном казарменном фонде армии, ещё с 1939 г. дислоцировались 6-я и 42-я сд. 14-й мехкорпус на 22 июня 1941 года был рассредоточен на большом пространстве: непосредственно южнее Бреста, в военном городке, дислоцировалась 22-я танковая, 30-я танковая - примерно в 100 км северо-восточнее Бреста, в районе Пружан, 202-я механизированная дивизия - примерно в 80 км восточнее Бреста, в районе Кобрина. В целом, на 22 июня 1941 года, 4-я армия, по своему оперативному построению, не была готова ни к наступлению, ни к обороне. Это был большой оперативный просчет как командования армии, так и командования Западного особого военного округа, а также высшего командования - Генерального штаба РККА, и наркома обороны. В Генштабе (нач. Генштаба - генерал армии Г.К. Жуков) Западное стратегическое направление курировал генерал-майор А.М. Василевский.
На стыке с 10-й армией (правый фланг) по Плану прикрытия должна была развёртываться 13-я армия (штаб — в Бельске), однако до 22 июня штаб армии в ППД не появился, а отдельные части будущего формирования находились в районе Минска и даже восточнее него.  
В оперативном подчинении армии находилась смешанная авиационная дивизия, части Брестского укрепрайона. На левом фланге с армией осуществляла взаимодействие Пинская военная флотилия.
Весной 1941 г. части 4-й армии принимали участие в ряде военных учений разного уровня (от полкового до дивизионного). Учения носили ярко выраженный наступательный характер и связывались с прорывом обороны противника, его укреплённой полосы и вводом в прорыв частей мехкорпуса.
Командование армии неоднократно поднимало вопрос о выводе большей части подразделений из крепости, где помимо армейских частей находились части пограничных войск, конвойные части НКВД, а также ремонтные и тыловые подразделения, включая окружной госпиталь. С той же просьбой неоднократно выступало командование округом, направляя соответствующие просьбы в НКО и Генеральный штаб (ППД, по сложившейся к началу 40-х гг. практике, определяло центральное руководство РККА), указывая, что подобная дислокация может оказаться ловушкой для всех частей в крепости, однако до второй половины июня ситуация оставалась без изменений.
22 июня 1941 года армия подверглась удару 2-й танковой группы вермахта (командующий — Хайнц Гудериан), поддержанной общим наступлением 9-й армии вермахта. Два немецких моторизованных корпуса форсировали реку Западный Буг севернее и южнее Бреста. Части 4-й армии, располагавшиеся в Бресте и военных городках вокруг Бреста, были блокированы и разгромлены в течение нескольких часов: к 7:00 22 июня Брест был захвачен противником. Армия была отброшена за линию Кобрина.
23 июня 4-я армия, в соответствии с «Директивой № 3» НКО СССР, нанесла удар силами 14-го мехкорпуса и 28-го стрелкового корпуса. Однако эти действия успеха не имели. 24 июня немецкие ударные части вышли к Пружанам и Ружанам, разворачивая удар на Слоним и Барановичи, а 4-я армия прекратила своё существование как единая организованная единица — бой с противником теперь на разных направлениях вели разрозненные части, часто из разных подразделений. Штаб армии, хотя и поддерживал связь с фронтом, уже не мог организовать устойчивое сопротивление, как не мог организовать и планомерный отход и вывод техники. Огромная масса войск, потерявших управление и командиров, откатывалась на восток по шоссе на Минск и Слуцк. Тем не менее штаб не прекратил своего существования и не растворился на мелкие группы в припятских лесах, стараясь при отходе организовывать беспорядочно отступающие части. Командованием фронта армии были подчинены 55 и 155-я стрелковые дивизии, затем сводный отряд 47-го стрелкового корпуса, однако части эти вступали в бой разрозненно, поодиночке и потому не могли уже изменить общей катастрофической картины.
25 июня командование фронтом отдало приказ об общем отходе за линию Слоним-Пинск на реку Щара, чтобы избежать окружения расположенных западнее частей и соединений, прежде всего, 10 и 3-й армий. Однако в этот же день кольцо в районе Барановичей замкнулось — 2-я танковая группа совершила прорыв к северу, разворачивая дальнейший марш на восток и северо-восток по шоссе на Минск и Слуцк. Немецкие моторизованные корпуса продолжили наступление: 26 июня правое крыло противника заняло Слуцк, 28 июня — Бобруйск. 28 июня пал Минск, и второе кольцо окружения, таким образом, замкнулось.
29 июня — 1 июля разрозненные части 4-й армии начали выходить из окружения в районе Днепра, южнее Могилёва. Вместе с ними вышел и штаб армии во главе с командармом.
2 июля 1941 года 4-я армия была передана в оперативное подчинение 21-й армии, располагавшейся в тот момент в районе Гомеля, затем выведена во второй эшелон фронта. 8 июля А. А. Коробков был отстранён от командования и арестован.
Руководство СССР возложило ответственность за катастрофу на командование Западного фронта. Был арестован командующий фронтом Д. Г. Павлов и другие генералы. После недолгого следствия все они были расстреляны.
В эту группу попал и Коробков. 22 июля 1941 года Военной коллегией Верховного суда СССР он был признан виновным по статье 93-17б и 193-20б УК РСФСР — «халатность» и «неисполнение своих должностных обязанностей», лишён воинского звания, наград и приговорён к смертной казни. Расстрелян в тот же день.

### Реабилитация
Летом 1956 года генерал-полковник Л. М. Сандалов отправил на имя генерала армии В. В. Курасова письмо:

Почему был арестован и предан суду именно командующий 4-й Армии Коробков, армия которого, хотя и понесла громадные потери, но всё же продолжала существовать и не теряла связи со штабом Западного фронта? К концу июня 1941 года был предназначен по разверстке для предания суду от Западного фронта один командарм, а налицо был только командарм 4-й армии. Командующие 3-й и 10-й армиями находились в эти дни неизвестно где и с ними связи не было. Это и определило судьбу Коробкова. В лице генерала Коробкова мы потеряли тогда хорошего командарма, который, я полагаю, стал бы впоследствии в шеренгу лучших командармов Красной армии. Генерала Коробкова реабилитировать следует в первую очередь.— Цитируется по: Заградотряды. Инициатива снизу. // «Родина». — 2018. — № 5(518).
31 июля 1957 года А. А. Коробков был посмертно реабилитирован «за отсутствием состава преступления», восстановлен в воинском звании и правах на награды.

## Воинские звания
- Комбриг (17 января 1936 года);
- Комдив (25 сентября 1939 года);
- Генерал-майор (4 июня 1940 года).

## Награды
- орден Красного Знамени (22.02.1941)
- медаль «XX лет РККА» (22.02.1938)
- почётное оружие

## Приказ с объявлением судебного приговора о расстреле
ПРИКАЗ НАРОДНОГО КОМИССАРА ОБОРОНЫ СССР

С ОБЪЯВЛЕНИЕМ ПРИГОВОРА ВЕРХОВНОГО СУДА СССР
ПО ДЕЛУ ГЕНЕРАЛА АРМИИ Д. Г. ПАВЛОВА, ГЕНЕРАЛ-МАЙОРОВ В. Е. КЛИМОВСКИХ,
А. Т. ГРИГОРЬЕВА И А. А. КОРОБКОВА

№ 0250 28 июля 1941 г.

По постановлению Государственного Комитета Обороны были арестованы и преданы суду военного трибунала за трусость, самовольное оставление стратегических пунктов без разрешения высшего командования, развал управления войсками, бездействие власти бывший командующий Западным фронтом генерал армии Павлов Д. Г., бывший начальник штаба того же фронта генерал-майор Климовских В. Е., бывший начальник связи того же фронта генерал-майор Григорьев А. Т., бывший командующий 4-й армией генерал-майор Коробков А. А.
Верховный суд Союза ССР 22 июля 1941 г. рассмотрел дело по обвинению Павлова Д. Г., Климовских В. Е., Григорьева А. Т. и Коробкова А. А.
Судебным следствием установлено, что:
а) бывший командующий Западным фронтом Павлов Д. Г. и бывший начальник штаба того же фронта Климовских В. Е. с начала военных действий немецко-фашистских войск против СССР проявили трусость, бездействие власти, отсутствие распорядительности, допустили развал управления войсками, сдачу оружия и складов противнику, самовольное оставление боевых позиций частями Западного фронта и этим дали врагу возможность прорвать фронт;
б) бывший начальник связи Западного фронта Григорьев А. Т., имея возможность к установлению бесперебойной связи штаба фронта с действующими частями и соединениями, проявил паникерство и преступное бездействие, не использовал радиосвязь в результате чего с первых дней военных действий было нарушено управление войсками;
в) бывший командующий 4-й армией Западного фронта Коробков А. А. проявил трусость, малодушие и преступное бездействие, позорно бросил вверенные ему части, в результате чего армия была дезорганизована и понесла тяжелые потери.
Таким образом, Павлов Д. Г., Климовских В. Е., Григорьев А. Т. и Коробков А. А. нарушили военную присягу, обесчестили высокое звание воина Красной Армии, забыли свой долг перед Родиной, своей трусостью и паникерством, преступным бездействием, развалом управления войсками, сдачей оружия и складов противнику, допущением самовольного оставления боевых позиций частями нанесли серьёзный ущерб войскам Западного фронта.
Верховным судом Союза ССР Павлов Д. Г., Климовских В. Е., Григорьев А. Т. и Коробков А. А. лишены военных званий и приговорены к расстрелу.
Приговор приведён в исполнение.
Предупреждаю, что и впредь все нарушающие военную присягу, забывающие долг перед Родиной, порочащие высокое звание воина Красной Армии, все трусы и паникеры, самовольно оставляющие боевые позиции и сдающие оружие противнику без боя, будут беспощадно караться по всем строгостям законов военного времени, не взирая на лица.
Приказ объявить всему начсоставу от командира полка и выше.
Народный комиссар обороны СССР И. СТАЛИН